# S級ブロックセブン
S級ブロックセブン（エスきゅう ブロックセブン）は2017年8月から行われている競輪の競走の一つである。なお、2020年6月以降は休止としており実施されていない。

## 概要
競輪の最上階級であるS級の選手を対象にしたもので、ファンが「推理しやすい・わかりやすい・的中しやすい」をテーマにし、競輪独特の「地区」の色合いをより濃く打ち出した、新たな企画レースである。
北日本、関東、南関東、中部、近畿、中国・四国、九州の各地区に所属するS級選手から原則1名ずつが出走し、7車立てで行う一発勝負の「地区対抗」レースである。A級3班によるチャレンジレースやミッドナイト競輪などと同じく7車立てとすることで三連単でも最大343通りとなるため予想がしやすく、競輪初心者にも分かりやすいよう配慮したレースとして企画された。
開設記念（GIII）最終日（4日目）第6レースないし第9レースにて実施されている。特に出場資格というものはなく、開催当日のあっせん状況を勘案して選手側にあっせんし、出場契約を締結した選手が出走する。なお、毎年6月と12月にはレインボーカップが、またそれ以外の月でもKEIRIN EVOLUTIONやルーキーチャンピオンレースなどが行われる時はそれが優先されたため、特に毎年6月と12月では開催がない、もしくはほぼ実施されていない。また、これら企画レースが実施される際には、開設記念では開催3日目時点で成績下位の9名が最終日を待たずして途中帰郷（いわゆる「お帰り」）させられる。
過去にも、S級ブロックセブンと同様、地区対抗による一発勝負のコンセプトで行われていたレースとして「共同通信社杯ルビーカップレース」があった。このレースは各地区から当時競走得点が最も高い最強の選手たちが集う9車立てでの一発勝負のレースであり、第1回はイベント的な要素で企画レースとしての開催であったが第2回から第6回までは現在でいうGII相当のレースとして行われた（のちルビーカップレースは第7回で廃止されている）。
S級ブロックセブンと同時期に同じく企画レースとして実施したKEIRIN EVOLUTIONとは異なり、通常の競輪のルールで実施するためラインが形成されており、あっせんもそれを考慮して北日本・関東・南関東（東日本ライン）、中部・近畿（中近ライン）、中四国・九州（西日本ライン）の3つのラインが形成されるように配分され、各ラインとも少なくとも1人は自力（先行）選手が配分されるよう配慮されている。
のちKEIRIN EVOLUTIONは2019年より開設記念最終日の企画レースから独立し3日間開催によるトーナメント戦で行うこととなったため、同年はS級ブロックセブンの開催が大幅に増えたものの、2020年年初より新型コロナウイルス感染症拡大の影響で競輪としても選手の移動の制限、かつ競走参加選手数を極力抑える必要に迫られたことから、2020年5月24日の宇都宮記念を最後にS級ブロックセブンは開催を休止している（実施予定であった6月14日の青森GIIIにおけるS級ブロックセブンは中止）。
- 開設記念においては、2020年は4月から5月にかけて一部が開催中止となったほか、7月から9月にかけては7車立9レース制で実施し[4]、10月以降は（2021年以降も含めて）9車立12レース制で実施しているが、やはり競走参加選手数を抑えるため企画レースは「ルーキーチャンピオンレース」など一部を除き中止としている。

なお、過去の優勝者はこちら（2017年、2018年、2019年、2020年）を、また全開催の全着順、2車単ならびに3連単の配当金額はこちら（競輪年間記録集2021年版）をそれぞれ参照のこと。

### 実施要項
- 原則としてGIII（主に開設記念）開催節の最終日（4日目）第9競走（または第6競走）で実施する（ただし、KEIRIN EVOLUTION、ルーキーチャンピオンレース、レインボーカップの開催時は除く）。開催グレードはFII相当。
- 出場者はS級、7車（7人）制の先頭固定競走とする。
- 出場選手は上記の通り、北日本、関東、南関東、中部、近畿、中四国、九州からそれぞれ原則として1名ずつとする。負傷欠場した場合の予備選手はなしだが、欠場が発生した場合は、その地区からを優先して追加あっせんを行う。
- 競走得点は

1. 優勝 114点
2. 2着 112点
3. 3着 110点
4. 4着 108点
5. 5着 106点
6. 6着 104点
7. 7着 102点

### 賞金
以下は、各着順の賞金額。
| 時期                   | 1着      | 2着      | 3着      | 4着      | 5着      | 6着      | 7着      |
| ---------------------- | -------- | -------- | -------- | -------- | -------- | -------- | -------- |
| 2017年8月 - 2019年9月  | 60万円   | 38万円   | 28万円   | 23万円   | 21万円   | 19万円   | 18万円   |
| 2019年10月 - 2020年6月 | 60.5万円 | 38.4万円 | 28.3万円 | 23.2万円 | 21.2万円 | 19.2万円 | 18.2万円 |